# TK Hannover

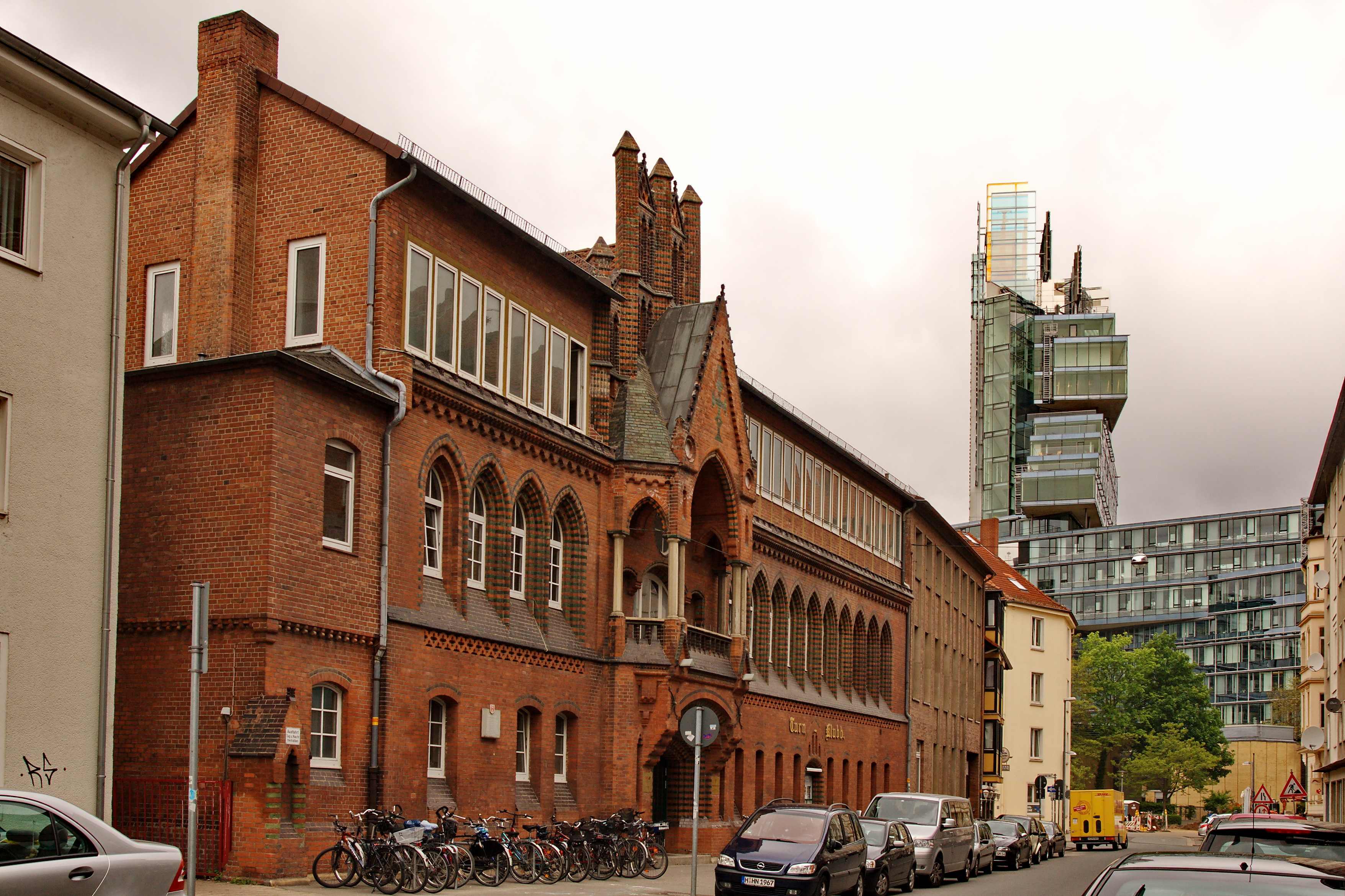
Historische Turnhalle des Vereins von 1865 im neugotischen Stil der Hannoverschen Architekturschule

Der Turn-Klubb zu Hannover (in Hannover kurz TKH, auswärts oft auch als TK Hannover) ist mit über 8.000 aktiven Mitgliedern der größte Sportverein in Hannover.

## Beschreibung
Der TK Hannover ist in Hannover der Verein mit der größten Zahl sportlich aktiver Mitglieder, im Jahr 2024 über 8.000 Personen. Der TKH betreibt derzeit etwa 50 verschiedene Sportarten, wozu Fußball traditionell nicht gehört. Schwerpunkte sind neben dem Wettkampfsport vor allem der Freizeit- und Gesundheitssport. Die meisten Mitglieder sind im Kindersport bzw. Fitnesssport registriert. Mit 2.200 aktiven Vollmitgliedern folgt Hannover 96, der in den 2000er Jahren durch eine neu geschaffene Fan-Mitgliedschaft der Fußballabteilung mit ca. 21.000 Mitgliedern den TK Hannover lediglich als mitgliederstärkster Verein der Stadt überholte.

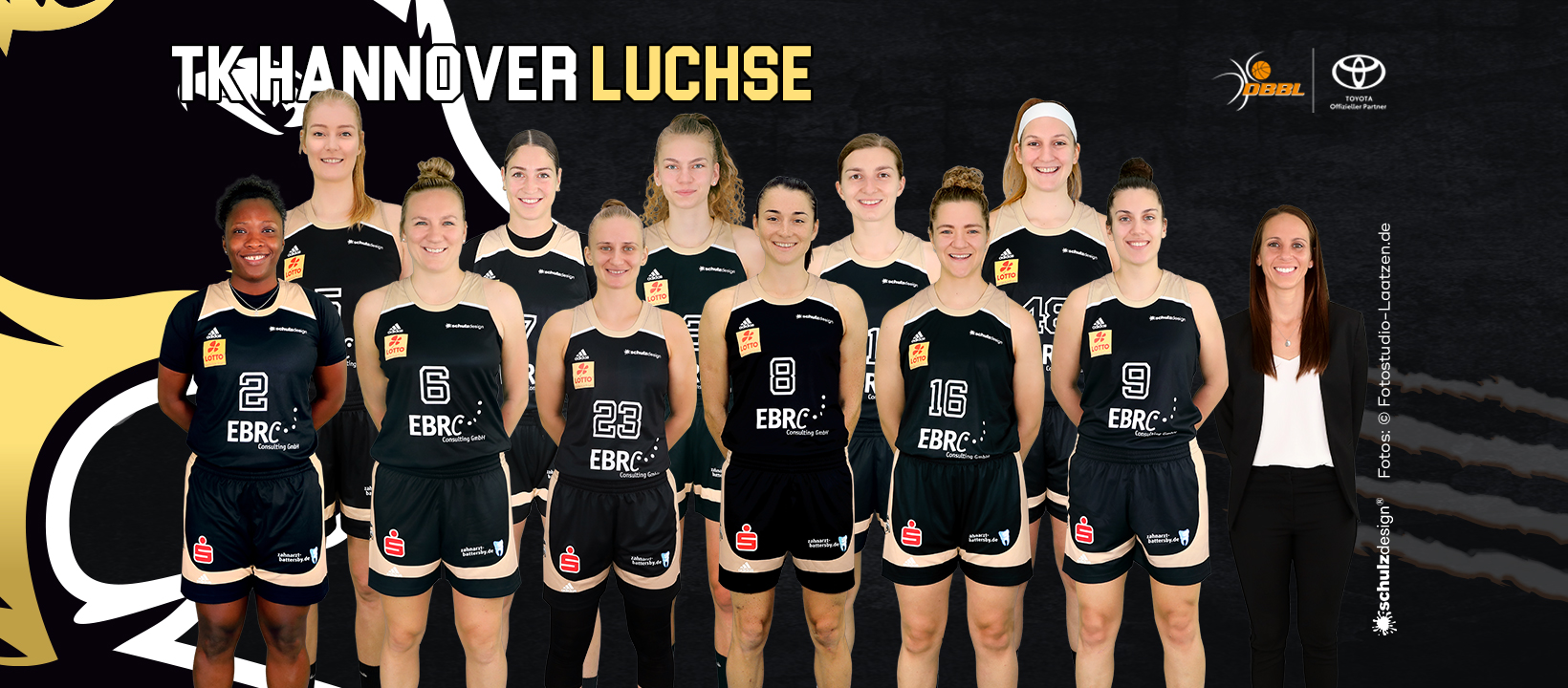
TK Hannover Team in der Saison 2021/2022

In den Wettkampfsportarten bringt der TKH seit vielen Jahren Mannschaften und Einzelsportler in höheren Spielklassen und internationalen Wettkämpfen, Weltmeisterschaften, Olympischen Spielen etc. hervor. Dies vor allem im Bereich Gerätturnen/Gymnastik, aber auch in den Sportarten Leichtathletik, Fechten, Faustball, Cheerleading und Basketball. Die Basketball-Damenmannschaft spielt als TK Hannover Luchse in der 1. Damen-Basketball-Bundesliga. Die drei in der Saison 2023/24 für die TK Hannover Luchse spielenden Svenja Brunckhorst, Sonja Greinacher und Marie Reichert wurden bei den Olympischen Sommerspielen 2024 in Paris Olympiasiegerinnen mit der deutschen 3x3-Basketballnationalmannschaft der Damen.  Die Faustballer (Frauen & Männer) spielen in der Faustball-Bundesliga bzw. in der 2. Faustball-Bundesliga. Die Cheerleader wurden im Jahr 2019 in der Kategorien PeeWee (5 bis 11 Jahre) und Juniors (9 bis 16 Jahre) Europameister. 2016 hat der für die TK Hannover aktive deutsche Kunstturner und mehrfache Olympiateilnehmer Andreas Toba den Bambi verliehen bekommen. 
Der schon 1858 gegründete Verein mit seiner historisch bedeutenden Turnhalle von 1865 hat sein Zentrum mit heute mehreren eigenen Hallen und Studios in der Innenstadt Hannovers nahe dem Aegidientorplatz, in der Maschstraße 16. Ein neues Bewegungszentrum mit neuem Fitnessstudio wurde im Dezember 2016 fertiggestellt. Daneben unterhält der TKH weitläufige Sportplatzanlagen für Leichtathletik, Rasensport und Tennis sowie eine Vereinsgaststätte in Hannover-Kirchrode am Hermann-Löns-Park. Außerdem hat der Verein in der List ein Kindersportzentrum im Jahr 2013 eröffnet, ein Tanzsportzentrum im Kolpinghaus und ein Gesundheitszentrum in Wülfel.
Die TKH-Zentrale ist gleichzeitig Landesstützpunkt des Niedersächsischen Turnerbundes. Außerdem war dem Verein eine Schule für Gymnastiklehrerinnen angegliedert.

## Geschichte

### Turnhalle

Der „Spielplatz Kirchrode“, die Turnhalle in der Maschstraße sowie das nach Julius Blanck benannte Wanderheim im Süntel, die „Julius-Blanck-Hütte“;
Ansichtskarte, Verlag M. & E. Staffehl, um 1920

Der Verein wurde 1858 von unzufriedenen Mitgliedern des „Männer-Turnvereins Hannover von 1848“ gegründet.
1865 wurde eine erste eigene Turnhalle eingeweiht. Das Gebäude im neugotischen Stil war eine der ersten Vereinsturnhallen überhaupt und gilt als bedeutender Meilenstein der Turnerbewegung im 19. Jahrhundert. Durch die Luftangriffe auf Hannover im Zweiten Weltkrieg wurde das Vereinszentrum zum Teil zerstört und nach dem Krieg mit einem zusätzlichen dritten Geschoss versehen.

### Kunstturnen
1894 gewann Georg Weitz beim Deutschen Turnfest. 1908 wurde Fritz Wolf bei Olympia Fünfter. Die Bundesligamannschaft der Kunstturner war seit 1984 dreimal deutscher Meister, zuletzt 1997.
Bekannteste Mitglieder waren die Olympiasiegerin von 1936 Gertrud „Trudi“ Meyer und Herbert Lorenz, der bei den Kunstturnweltmeisterschaften in Budapest 1934 die Bronzemedaille gewann.

### Turnspiele
1924 und 1927 wurde der Klub deutscher Schlagballmeister der Frauen.

### Leichtathletik
Bei den Deutschen Leichtathletik-Meisterschaften 1917, 1921 und 1922 siegte Heinrich Fricke im Stabhochsprung.

### Tischtennis
Die Tischtennis-Damenmannschaft wurde 1960 deutscher Meister. Jutta Kruse, Inge Müser, Landwehr, Möller, Bauer und Rosemarie Rabitz gewannen das Endspiel gegen den TTC Blau-Gold Berlin. Ein Jahr später wurde das Team deutscher Vizemeister hinter dem Kieler TTK Grün-Weiß, gewann aber den DTTB-Pokal. Ende der 1990er Jahre wurde die Wettkampf-Tischtennissparte geschlossen, der benachbarte Verein Schwalbe Döhren nahm die Spielberechtigungen für die einzelnen Ligen und meisten Ligaspieler auf. Die Freizeit-TT-Abteilung, die im Verein seit 1979 besteht, spielte bis 2013 ausschließlich Hobbytischtennis. Mit der Saison 2013/14 nahm die TT-Abteilung (vormals Freizeitabteilung) den Wettkampfbetrieb wieder neu auf und startete in der 2. Kreisklasse. Ab der Saison 2024/25 nimmt die TT-Abteilung mit 9 Herren-, 2 Damen- und 2 Jugendmannschaften am Spielbetrieb teil. Neben einer Hobbyabteilung existieren eine Rollstuhl-TT-Gruppe und eine Parkinsongruppe.

### Feldhandball
Die Feldhandball-Männermannschaft qualifizierte sich 1925, 1927 und 1933 für die Deutsche Feldhandballmeisterschaft der Deutschen Turnerschaft. Zwischen 1933 und 1935 spielte der Verein zudem in der erstklassigen Handball-Gauliga Niedersachsen.

### Sonstige Persönlichkeiten
- Julius Blanck (1865–1930), stiftete unter anderem 1919 die Wanderhütte im Süntel.[4] Die nach ihrem jüdischen Ehrenvorsitzenden „Julius-Blanck-Hütte“ benannte Einrichtung erließ kurz nach der Machtergreifung und lange vor den Nürnberger Rassegesetzen einen vereinseigenen „Arierparagraphen“ im Mai 1933. In der Folge wurde die nach ihrem jüdischen Ehrenvorsitzenden benannte „Julius-Blanck-Hütte“ im Süntel stillschweigend in „Jahnhütte“ umbenannt.[5]
- Adolf Grahn (1841–1916), gilt als dienstältester „Turnvater“ Niedersachsens.[6]